# Haydar Reis
Vous pouvez aider à l'améliorer ou bien discuter des problèmes sur sa page de discussion.
- Certaines informations devraient être mieux reliées aux sources mentionnées dans la bibliographie ou les liens externes. Améliorez sa vérifiabilité en les associant par des références. (Marqué depuis décembre 2022)

Haydar Reis (connu aussi sous le nom d’artiste  Nigari) était un marin et peintre ottoman du XVIe siècle. Il est connu pour ses portraits et ses marines. Il produisit des portraits des grandes figures ottomanes dont Soliman le Magnifique, Barberousse, et Sélim II, ainsi que des empereurs et roi européens contemporains.

## Biographie
Haydar grandit dans une famille proche de la cour ottomane. Il développe très tôt un talent pour le dessin. Haydar deviendra marin dans la flotte ottomane et atteindra le rang de capitaine avec le titre Reis. Haydar Reis a développé un style propre de portraitiste et miniaturiste dans la tradition ottomane.

## Galerie

Quelques portraits de Haydar Reis.
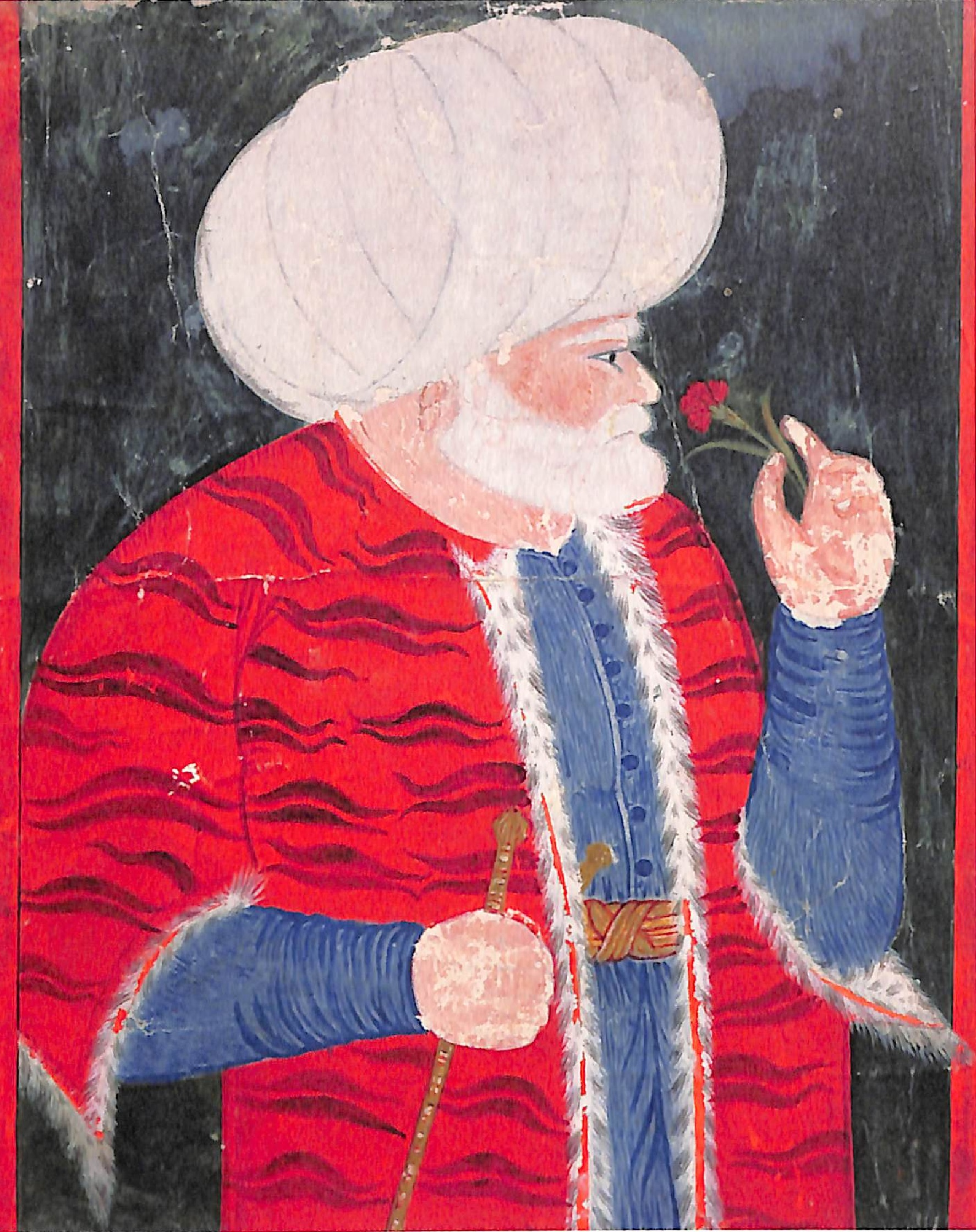
Miniature de Khizir Khayr ad-Dîn , dit « Barberousse ».
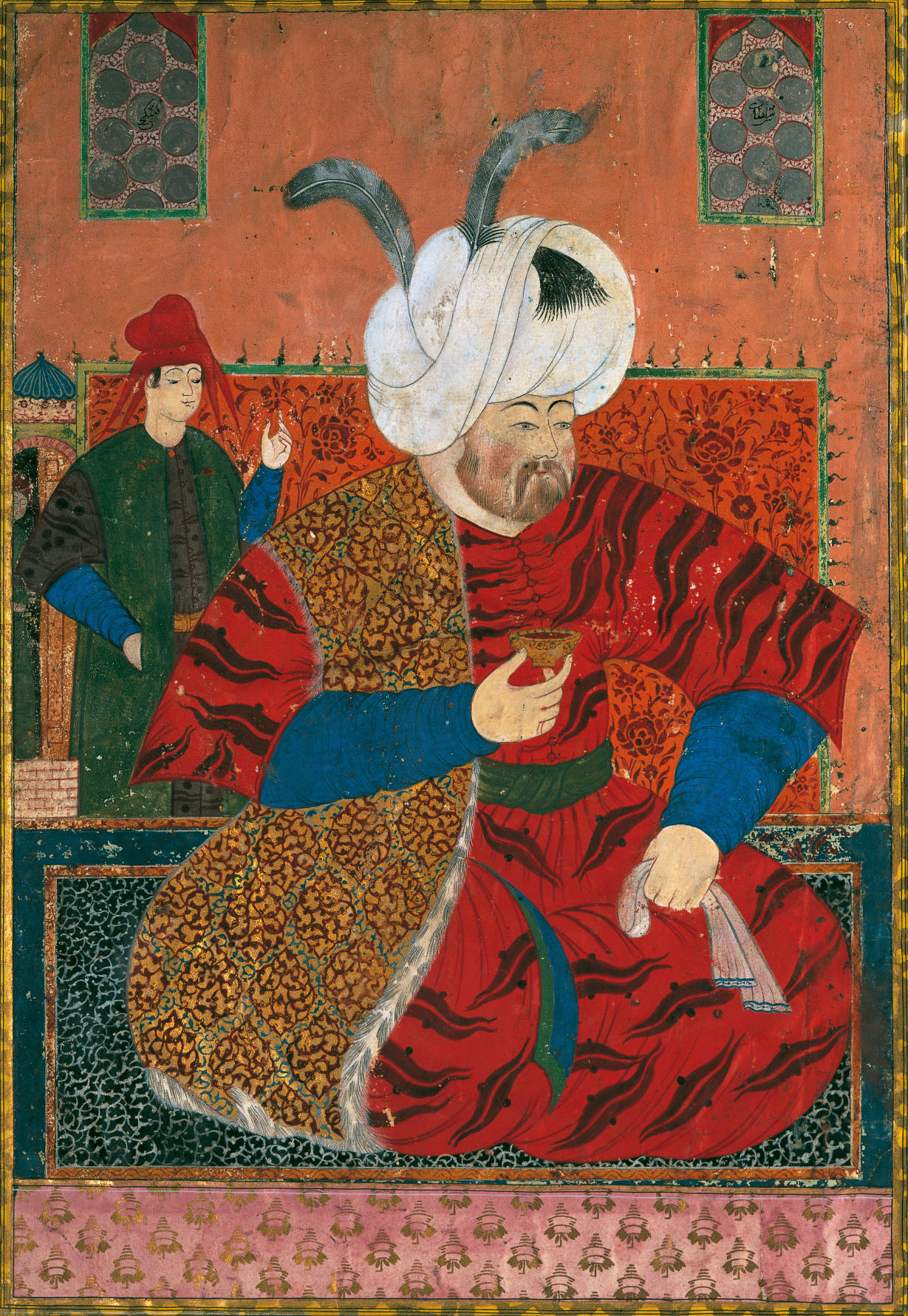
Portrait de Sélim II.
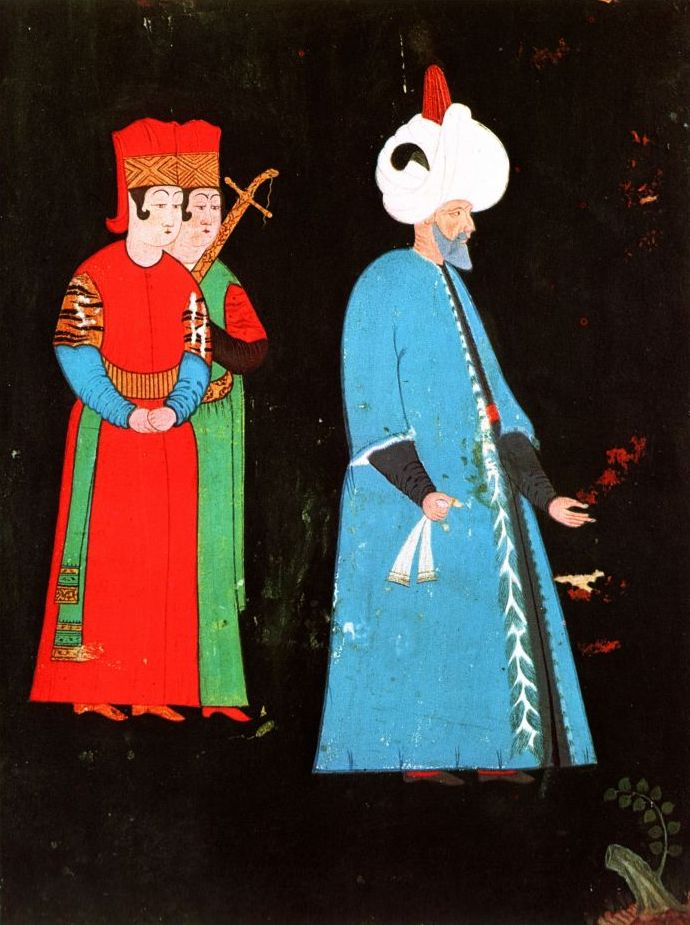
Miniature de Soliman le Magnifique vers la fin de son règne.